# 학성군 김완장군 영당
학성군 김완장군 영당은 대한민국 충청남도 논산시 노성면에 있는 문화재이다. 1996년 12월 30일 논산시의 향토문화유산 제21호로 지정되었다.

## 개요
양무공 영당(襄武公 影堂)이라고 불리기도 하는 이 영당은 김완장군의 영정사본을 모신 영당이다.